# Edgar Winter's White Trash
Edgar Winter's White Trash è il secondo album di Edgar Winter ed il primo con il suo gruppo, White Trash, il disco fu pubblicato dalla Epic Records nel 1971 e prodotto da Rick Derringer.
L'album si piazzò al numero 111 delle classifica statunitense Billboard mentre il singolo Keep Playin' That Rock and Roll al numero 70.

## Tracce
Lato A
1. Give It Everything You Got – 4:30 (Edgar Winter, Jerry LaCroix)
2. Fly Away – 2:59 (Edgar Winter, Jerry LaCroix)
3. Where Would I Be – 3:57 (Edgar Winter, Jerry LaCroix)
4. Let's Get It On – 5:03 (Edgar Winter, Jerry LaCroix)
5. I've Got News for You – 3:55 (Ray Alfred)

Lato B
1. Save the Planet – 5:38 (Edgar Winter, Jerry LaCroix)
2. Dying to Live – 4:00 (Edgar Winter)
3. Keep Playin' That Rock 'n' Roll – 3:45 (Edgar Winter)
4. You Were My Light – 4:57 (Edgar Winter)
5. Good Morning Music – 4:20 (Edgar Winter, Jerry LaCroix)

## Musicisti
- Edgar Winter - voce, pianoforte, organo, sassofono alto, celeste
- Jerry LaCroix - voce, sassofono tenore,  armonica
- Floyd Redford - chitarra solista
- Rick Derringer - chitarra solista (brani B3 & B5)
- Johnny Winter - chitarra solista (brano A5)
- George Sheck - basso
- Bobby Ramirez - batteria
- Ray Beretta - congas
- Alfred v. Brown - strumenti ad arco
- Arnold Eidus - strumenti ad arco
- Emanuel Green - strumenti ad arco
- Gene Orloff - strumenti ad arco
- George Ricci - strumenti ad arco
- Max Pollikoff - strumenti ad arco
- Russell A. Savakus - strumenti ad arco
- Selwart Richard Clark - strumenti ad arco
- Jon Smith - voce, sassofono tenore
- Mike McLellan - voce, tromba